# RISE (Irlanda)
RISE es una organización socialista democrática de Irlanda, fundada en 2019 por exmiembros del Partido Socialista, incluyendo al diputado (TD) Paul Murphy. Mientras se mantuvo como un grupo político separado, nunca se registró oficialmente como partido político. En cambio, en febrero de 2021 ingresó al partido El Pueblo Antes que el Lucro como una red interna. Su nombre es elacrónimo de Radical, Internacionalista, Socialista y Ecologista (en inglés: Radical, Internationalist, Socialist and Environmentalist). Apoya un Nuevo Trato Verde socialista para alcanzar una emisión de carbono cero neto para el 2030, la nacionalización y control democrático del sistema bancario y la abolición de los "derechos" de la propiedad privada capitalista.

## Elecciones
Después de la fundación de RISE, no se registró como partido político y, en lugar de eso, formó parte de la alianza Solidaridad–El Pueblo Antes que el Lucro para propósitos electorales. RISE se presentó a una elección por primera vez en las elecciones generales de 2020, en las que fue parte de la alianza Solidaridad–El Pueblo Antes que el Lucro. Paul Murphy, uno de los fundadores de la red y TD por el distrito de Dublín Suroeste, fue el único candidato de RISE en esas elecciones.

### Elecciones al Dáil Éireann
| Elección | Dáil | Votos de Primera Preferencia | % de votos | Escaños | Gobierno                            |
| -------- | ---- | ---------------------------- | ---------- | ------- | ----------------------------------- |
| '2020'   | 33.º | 4.477                        | 0,2%       | 1/160   | Fianna Fáil–Fine Gael–Partido Varde |